# Jodelen

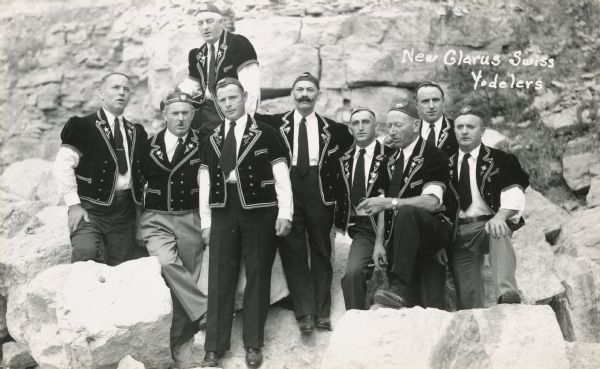
Zwitserse jodelaars, 1922

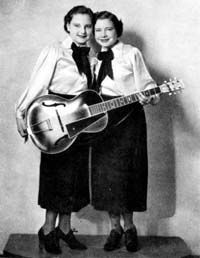
Mary Jane en Carolyn Dezurik, de eerste vrouwen die sterren werden op het National Barn Dance en de Grand Ole Opry, grotendeels als resultaat van hun originele jodeltechniek

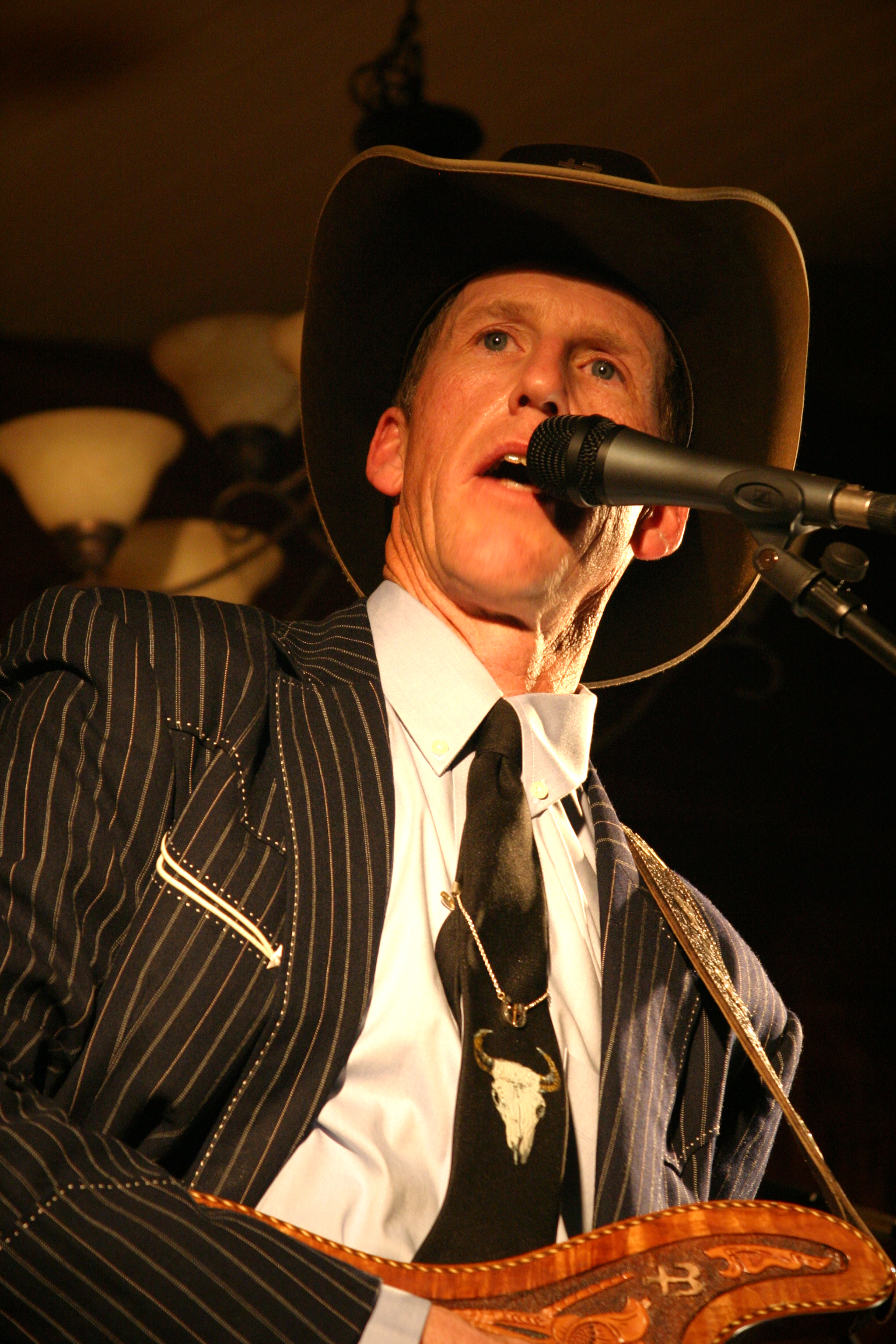
Wylie Gustafson, cowboyzanger en jodelaar

Jodelen is een bijzondere manier van zingen die vooral bekend is uit de Alpenlanden. Bij het jodelen wordt snel afgewisseld tussen borst- en kopstem.

## Toelichting
Een Jodler bestaat uit reeksen betekenisloze klanken met afwisselingen van borststem en kopstem. Typische jodelklanken zijn bijvoorbeeld hodaro, iohodra-eho en holada-itti-jo.
Het jodelen is waarschijnlijk ontstaan in de prehistorie in bergachtige gebieden om grote afstanden te overbruggen. Men communiceerde van bergwei tot bergwei met Almschroa (Almschrei) of Juchetzer (Juchzer). Dit zijn de Duitse termen, in andere talen gebruikt men andere benamingen. Jodelen komt namelijk ook voor bij de Pygmeeën en de Eskimo's, in de Kaukasus, Melanesië, China, Thailand, Cambodja, Spanje (Alalá), Lapland (Joik of Juoigan), Zweden (Kulning, Kölning of Kaukning), Polen en Roemenië. In Oostenrijk wordt het jodelen ook wel Wullaza (Stiermarken), Almer (Opper-Oostenrijk) of Dudler (Neder-Oostenrijk) genoemd.
Het wereldrecord jodelen ligt bij de Canadees Don Reynolds met 7 uur en 29 minuten, Ook dieren kunnen blijkbaar jodelen, want in 2001 won de tweejarige Basenji van 20.000 andere kandidaten op de Crufts-hondenshow het onderdeel jodelen.

## Jodelen in de 21e eeuw

### Ontwikkeling
Jodelliederen bestonden oorspronkelijk alleen uit jodelen; later is jodelen in Duitstalige landen vaak meerstemmig en slechts refrein of brug van een gewoon lied. Overigens beperkt de techniek zich geenszins tot de volksmuziek. Ook in de moderne dance- en après-ski-muziek is het regelmatig te horen. De twee bekendste genres in de jodelmuziek zijn die van de volksmuziek van de Alpenlanden en die van de Amerikaanse country & western.

### Voorbeelden
Bekende Duitstalige jodelaars zijn bijvoorbeeld de jodelkoning Franzl Lang, Stefanie Hertel, de Ursprung Buam, de Klostertaler en de Zillertaler Schürzenjäger. Amerikaanse artiesten die jodelen zijn bijvoorbeeld Yodelin' Slim Clark, Jimmie Rodgers, Kerry Christensen, Elton Britt, Wilf Carter, Slim Whitman en Patsy Montana. Ook Elvis Presley heeft zich er weleens aan gewaagd. Een Nederlandse groep die jodelt is Schintaler. Nederland heeft enkele jodelrages meegemaakt door Olga Lowina. 
In Vlaanderen was Bobbejaan Schoepen het bekendste jodeltalent. Hij kreeg sinds 26 september 2009 concurrentie door het toedoen van de 10-jarige Laura Omloop uit Berlaar die al jodelend op de 4e plaats eindigde op het Junior Eurovisiesongfestival 2009 te Kiev.

## Jodelaars
- Ramblin' Jack Elliott
- Jewel
- Franzl Lang
- Thijs van Leer
- Olga Lowina
- Trude Mally
- Laura Omloop
- Ruedi Rymann
- Bobbejaan Schoepen

## Verder lezen
- Bart Plantenga, Yodel in Hi-fi: From Kitsch Folk to Contemporary Electronica, 2013, University of Wisconsin Press, ISBN 9780299290542

### Trivia
Een jodelconcert in het Zwitsers kanton Schwyz waar de mondkapjesplicht niet gold heeft geleid tot een groot aantal positief getesten tijdens de tweede coronagolf in oktober 2020.